# Château d'Eporcé
Le château d'Eporcé est situé sur la commune de La Quinte, dans le département de la Sarthe.

## Historique
Le monument fait l’objet d’une inscription au titre des monuments historiques depuis le 14 décembre 1989.